# Meagen Nay
Meagen Nay (Gold Coast (Queensland) 5 oktober 1988) is een Australische zwemster. Ze vertegenwoordigde haar vaderland op de Olympische Zomerspelen 2008 in Peking en op de Olympische Zomerspelen 2012 in Londen. Haar vader, Robert Nay, nam deel aan de Olympische Zomerspelen 1972 in München en verongelukte bij een verkeersongeval toen ze 4 jaar oud was.

## Carrière
Bij haar internationale debuut, op de wereldkampioenschappen kortebaanzwemmen 2008 in Manchester, eindigde Nay als vijfde op de 200 meter rugslag. Tijdens de Olympische Zomerspelen van 2008 in Peking eindigde de Australische als zevende op de 200 meter rugslag.
Op de wereldkampioenschappen zwemmen 2009 in Rome zwom de Australische samen met Sally Foster, Marieke Guehrer en Shayne Reese in de series van de 4x100 meter vrije slag, in de finale sleepten Guehrer en Reese samen met Libby Trickett en Felicity Galvez de bronzen medaille in de wacht. Voor haar inspanningen in de series werd Nay beloond met de bronzen medaille. Na de eerste dag verliet ze het toernooi omdat haar broer bij een auto-ongeluk om het leven was gekomen.
In Irvine nam Nay deel aan de Pan Pacific kampioenschappen zwemmen 2010, op dit toernooi eindigde ze als elfde op de 200 meter vrije slag en werd ze uitgeschakeld in de series van de 100 meter vrije slag. Op de 4x200 meter vrije slag legde ze samen met Blair Evans, Kylie Palmer en Katie Goldman beslag op de zilveren medaille. Tijdens de Gemenebestspelen 2010 in Delhi veroverde de Australische de gouden medaille op de 200 meter rugslag, samen met Kylie Palmer, Blair Evans en Bronte Barratt sleepte ze de gouden medaille in de wacht op de 4x200 meter vrije slag.
Op de wereldkampioenschappen zwemmen 2011 in Shanghai eindigde Nay als zesde op de 200 meter rugslag.
Tijdens de Olympische Zomerspelen van 2012 in Londen eindigde de Australische als vijfde op de 200 meter rugslag.

## Internationale toernooien
| Jaar | Olympische Spelen | WK langebaan      | WK kortebaan    | PanPacs                                                                            | Gemenebestspelen                 |
| ---- | ----------------- | ----------------- | --------------- | ---------------------------------------------------------------------------------- | -------------------------------- |
| 2008 | 7e 200m rugslag   |                   | 5e 200m rugslag |                                                                                    |                                  |
| 2009 |                   | 4x100m vrije slag |                 |                                                                                    |                                  |
| 2010 |                   |                   | geen deelname   | 27e 100m vrije slag · 11e 200m vrije slag · serie 200m rugslag · 4x200m vrije slag | 200m rugslag · 4x200m vrije slag |
| 2011 |                   | 6e 200m rugslag   |                 |                                                                                    |                                  |
| 2012 | 5e 200m rugslag   |                   | geen deelname   |                                                                                    |                                  |
| 2013 |                   | 15e 200m rugslag  |                 |                                                                                    |                                  |

## Persoonlijke records
Bijgewerkt tot en met 13 augustus 2013

### Kortebaan
| Afstand         | Tijd    | Datum            | Plaats    |
| --------------- | ------- | ---------------- | --------- |
| 100m vrije slag | 54,82   | 30 augustus 2007 | Melbourne |
| 200m vrije slag | 1.58,77 | 2 november 2007  | Sydney    |
| 400m vrije slag | 4.10,39 | 28 oktober 2007  | Singapore |
| 100m rugslag    | 58,98   | 8 augustus 2013  | Eindhoven |
| 200m rugslag    | 2.04,90 | 10 augustus 2013 | Berlijn   |

### Langebaan
| Afstand         | Tijd    | Datum         | Plaats      |
| --------------- | ------- | ------------- | ----------- |
| 100m vrije slag | 55,10   | 18 maart 2009 | Sydney      |
| 200m vrije slag | 1.57,90 | 17 maart 2009 | Sydney      |
| 400m vrije slag | 4.08,74 | 12 juni 2009  | Santa Clara |
| 100m rugslag    | 1.00,80 | 23 maart 2008 | Sydney      |
| 200m rugslag    | 2.07,16 | 16 juni 2011  | Santa Clara |